# Zodpovědné úvěrování
Zodpovědné úvěrování je způsob sjednání, spravování a splácení zápůjčky neboli úvěru, kterým lze předcházet nepřiměřenému zatížení rozpočtu fyzické osoby zadlužením a nebezpečí osobního bankrotu; zároveň se tak lze vyhnout riziku spojeným s predátorským úvěrováním. Na zodpovědném úvěrování by se měly podílet obě strany, tedy jak dlužník, tak věřitel. Předpokladem pro rozvoj zodpovědného úvěrování je růst finanční gramotnosti. Zásady bezpečného úvěrování propagují v České republice některé úvěrové společnosti.

## Zodpovědné úvěrování ze strany dlužníka
Zájemce o půjčku by měl důkladně prověřit 3 hlavní faktory: kvalitu věřitele, parametry svého úvěru a důsledky splácení a nesplácení úvěru. Žadatel o půjčku by měl před podepsáním úvěrové smlouvy znát parametry úvěru (celkovou výši splátky, RPSN, průběh čerpání, apod.), promyslet své finanční limity a zvážit účel své půjčky (zda věc skutečně potřebuje a zda se vyplatí do ní louhodobě investovat). Neměl by jednat ukvapeně, měl by porovnat nabídky od několika poskytovatelů. Dalším příznivým faktorem zodpovědného úvěrování ze strany dlužníka je průběžná tvorba finanční rezervy, kterou může použít na nenadále výdaje a neohrozit tak pravidelnost splácení.

## Zodpovědné úvěrování ze strany věřitele
Bankovní i nebankovní společnosti dle pravidel zodpovědného úvěrování prověřují důkladně bonitu osoby a neposkytují úvěr těm, kteří nesplňují předpoklady pro pravidelné splácení (nemají stálý příjem, splácí více půjček najednou, apod.) Seriózní věřitelé nenabízí půjčky s přehnaně vysokými poplatky za uzavření smlouvy, vedení bankovního účtu, poplatky za předčasné splacení půjčky apod. Nepoužívají nekalé praktiky jako bianco směnky či přemrštěně vysoké ceny za hovor na zákaznické lince. Pokud má dlužník problém splácet, zodpovědný věřitel mu poskytne radu či mu pomůže sestavit nový splátkový kalendář nebo pomůže splátky dočasně odložit.